# Double Trouble (gruppo musicale)
I Double Trouble sono un gruppo musicale statunitense formato da: Tommy Shannon (basso), Chris Layton (batteria) e Reese Wynans (tastiere).
Il gruppo ha accompagnato il noto chitarrista blues Stevie Ray Vaughan durante tutta la sua carriera, questa formazione era chiamata infatti Stevie Ray Vaughan and Double Trouble. Il gruppo è attivo dal 1978 e ha prodotto vari album con Stevie Ray Vaughan più uno nel 2001, dopo la morte del chitarrista: Been a Long Time.